# Oleg Popov
Oleg Konstantinovič Popov (rusky Олег Константинович Попoв; 31. července 1930 – 2. listopadu 2016) byl sovětský a ruský cirkusový umělec, který se proslavil v roli klauna. Narodil se v rodině hodináře a do cirkusové školy nastoupil poté, co mu to bylo navrženo v jeho sportovním klubu. Absolvoval roku 1949. Na Západě poprvé vystupoval roku 1955 s Moskevským cirkusem a ihned si tam jeho schopností povšiml tisk. Od té doby Popov patřil k předním reprezentantům sovětské cirkusové školy a byl hvězdou zahraničních turné. Národním umělcem Sovětského svazu byl jmenován roku 1969. V cirkuse pravidelně vystupoval až do smrti v hotelovém pokoji na turné v Rusku. Jako klaun se inspiroval ruskou folklórní postavou Iváňušky, který si tropí žerty z druhých a je sám jimi škádlen; jeho postavě, kterou používal od 60. let, se přezdívalo „klaun slunce“. Na 8. Mezinárodním cirkusovém festivalu v Monte-Carlu v roce 1981 obdržel cenu Zlatý klaun jako poctu své hvězdné kariéře. Roku 1991 si vzal za manželku německou cirkusovou umělkyni Gabrielu Lehmannovou a přesídlil do Německa.